# Juan Antonio Pérez Bonalde
Juan Antonio Pérez Bonalde, pseudonimo di Juan Antonio Pérez Bonalde Pereira (Caracas, 30 gennaio 1846 – La Guaira, 4 ottobre 1892), è stato uno scrittore, poeta e traduttore venezuelano.

## Biografia
Pérez Bonalde è considerato dalla critica letteraria il maggior rappresentante del Romanticismo venezuelano. La sua note biografiche mettono in evidenza gli esili che dovette subire e le difficoltà economiche, provenendo da una famiglia povera, che però non gli fece mancare una buona educazione culturale. Dato che suo padre simpatizzava per i liberali, l'intera famiglia fu costretta all'esilio quando era ancora adolescente; svolse qualche lavoro umile e dovette affrontare e superare il dolore per alcuni lutti, tra i quali la morte di sua figlia nel 1883; scrisse nel 1870 un poema satirico in cui attaccò il dittatore Antonio Guzmán Blanco, che lo portò nuovamente all'esilio.
Si trasferì negli Stati Uniti d'America, dove soggiornò per quasi vent'anni, effettuando numerosi viaggi, come agente commerciale in Europa, Africa e Asia.
Nel 1890 rientrò in Venezuela, ma dopo due anni si spense a La Guaira.
La sua attività di traduttore risultò molto significativa, spaziando da William Shakespeare a Edgar Allan Poe e a Heinrich Heine, scrittori da lui prediletti che fece conoscere in America Latina.
Tra le sue liriche si può menzionare il poema Vuelta a la patria (1875) dedicata sia alla madre deceduta da poco sia alla sua nazione, che si caratterizza per i forti sentimenti e per la carica umanitaria,Flor dedicata alla figlia deceduta prematuramente, Primavera, Flores y nubes, Pobre poeta, tutte opere caratterizzate dal romanticismo dei sentimenti, dalla sensibilità naturalistica, dai temi della morte e della sofferenza, dalla grande ispirazione, dal linguaggio elegante e dalla forma perfetta.
I critici letterari affermano che Pérez Bonalde con le sue liriche risultò il punto di congiunzione tra il Romanticismo e il Modernismo.

## Opere

### Poesie
- Vuelta a la patria (1875);
- Flor;
- Primavera;
- Flores y nubes;
- Pobre poeta.